# Franz von Raimann
Franz Edler von Raimann, ab 1840 Ritter von Raimann, (* 22. Jänner 1831 in Wien; † 7. Februar 1899 in Brescia) war ein österreichischer Richter und Numismatiker.

## Leben
Raimann war Sohn des kaiserlichen Leibarztes Johann Nepomuk Ritter von Raimann. Er erhielt seine Bildung weitgehend im Elternhaus und bestand die Reifeprüfung am Schottengymnasium. Anschließend studierte er ab 1851 an der Universität Wien Rechtswissenschaft. Er wurde dort 1856 zum Dr. iur. promoviert. Bereits 1855 trat er in den Gerichtsdienst. Er war Rechtspraktikant in Korneuburg, Hernals und Wien, dann Rechtauskultant beim Handelsgericht Wien.
Raimann kam 1871 als Ratssekretär an das Landesgericht St. Pölten, wurde 1873 Landgerichtsrat beim Handelsgericht in Wien, 1885 Oberlandesgerichtsrat beim Oberlandesgericht Wien und schließlich 1893 Hofrat beim Obersten Gerichtshof, bevor er 1898 in den Ruhestand trat. Daneben war er ab 1889 Mitglied der judiziellen Staatsprüfungskommission, zudem Mitglied der Ministerialkommission für agrarische Operationen sowie Korrespondent der Zentralkommission für Erforschung und Erhaltung der Kunst- und historischen Denkmale.
Raimann war außerdem als Numismatiker in Wien aktiv. 1870 gehörte er zu den Gründungsmitgliedern der Österreichischen Numismatischen Gesellschaft. Von 1874 bis 1886 sowie von 1888 bis zu seinem Tod war er Vorstandsmitglied der Gesellschaft.
Raimann wurde 1898 mit dem Ritterkreuz des kaiserlichen Leopold-Orden geehrt. Außerdem ließ die Österreichische Numismatische Gesellschaft zu seinem Tode eine Silbermünze prägen, auf deren Vorderseite sein Kopf zu sehen war sowie die Inschrift FRANZ RITTER VON RAIMANN * 22. JAN 1831 † 7. FEB. 1899 und auf der Rückseite IHREM VERDIENTEN MITGLIEDE DIE NUMISMATISCHE GESELLSCHAFT IN WIEN.

## Werke (Auswahl)
- Zur österreichischen Münzkunde des 15. Jahrhunderts, in: Wiener Numismatischen Zeitschrift, 3. Band (1871).
- Ueber einige Aufgaben der österreichischen Münzforschung, in: Wiener Numismatischen Zeitschrift, 13. Band (1881)
- Oesterreichische Münzmeister und Anwälte des 15. Jahrhunderts, in: Wiener Numismatischen Zeitschrift, 14. Bande (1882)
- Der Münzfund von Pfaffenmünster, in: Mittheilungen der bayerischen numismatischen Gesellschaft, 1895.